# Narvikklasse

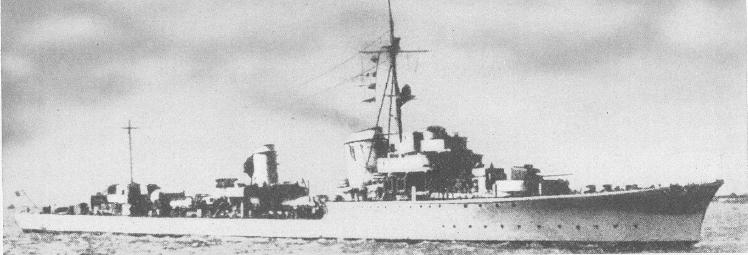
Duitse torpedobootjager behorend tot de Narvik-klasse

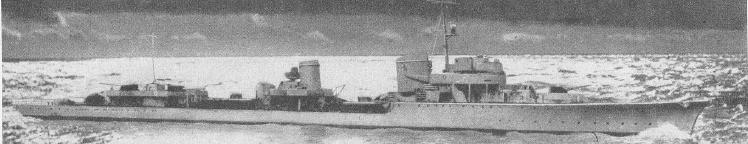
Duitse torpedobootjager behorend tot de Narvik-klasse

De Zerstörer 1936A klasse of Narvikklasse was een klasse van Duitse torpedobootjagers uit de Tweede Wereldoorlog.
In termen van bewapening waren ze beter te vergelijken met de lichte kruisers dan de typische torpedobootjager. Het gebruik van 150 mm kanonnen was toen atypisch voor torpedobootjagers, die normaal gesproken kanonnen van 120 tot 127 mm hadden. Het was de bedoeling dat ze de voorwaartse kanonnen in dubbele koepels kregen, maar die waren op dat moment nog niet gereed, dus hadden ze in eerste instantie enkelgemonteerde kanonnen.
Hoewel ze erg krachtig waren, hadden deze schepen ook hun zwakheden. Er waren problemen met de betrouwbaarheid van de hogedrukstoommachines en met de zeewaardigheid in wilde zee, door het nieuwe rompontwerp en zware voorwaartse artillerie.
Van de acht schepen van de Zerstörer 1936A klasse (Z23 tot Z30) werd de kiel gelegd tussen 1938 en 1940. De zeven destroyers met nummers Z31 tot Z39 werden geclassificeerd als Zerstörer 1936A (Mob). Van deze werd de kiel gelegd in 1940 en 1941. Ze waren iets groter en hadden enkele interne aanpassingen ten opzichte van de voorgangers om de bouwtijd in te korten en motoren die minder problemen gaven.

## Specificaties van Zerstörer 1936A
- Waterverplaatsing
  - Standaard: 2600 ton
  - Maximaal: 3605 ton
- Lengte: 127 m
- Breedte: 12 m
- Diepgang: 4,65

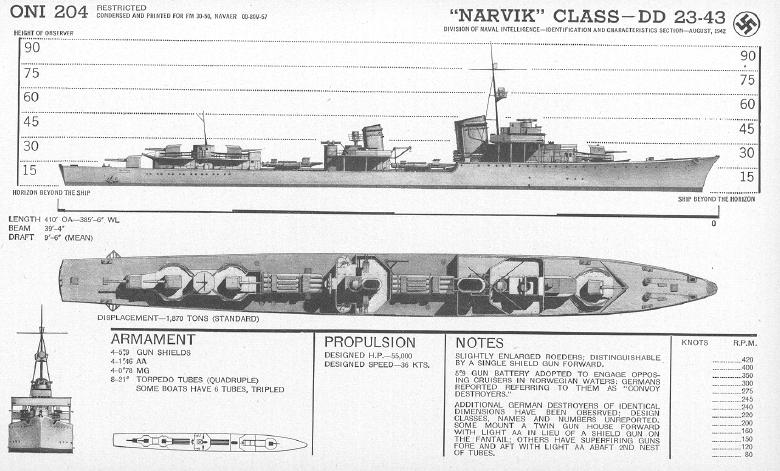
Destroyer Narvick, A503 FM30-50 booklet ter identificatie van schepen (door Division of Naval Inteligence of the Navy Department (VS)).

- Aandrijving: 2 turbines, 6 ketels 70.000 pk (52.200 kW)
- Snelheid: 37,5 knopen
- Bereik: 3980 km bij 19 knopen
- Bewapening:
  - Vijf 150 mm kanonnen
  - Vier 37 mm kanonnen (later 10)
  - Acht 20 mm kanonnen (later 20)
  - Acht 533 mm torpedobuizen
  - 60 mijnen
  - Vier dieptebomlanceerders

## Specificaties van Zerstörer 1936A (Mob)
- Waterverplaatsing: 3700 ton
- Lengte 127 m
- Breedte 12 m
- Diepgang 4,65 m
- Aandrijving: 2 turbines, 6 ketel, 70.000 pk (52.200 kW)
- Snelheid: 37,5 knopen
- Bereik 4150 km bij 19 knopen
- Bewapening:
  - Vijf 150 mm kanonnen
  - Vier 37 mm kanonnen (later 14)
  - Twaalf 20 mm kanonnen
  - Acht 533 mm torpedobuizen
  - 60 mijnen
  - Vier dieptebomlanceerders.

## Schepen
De klasse bestond, inclusief de 1936A (Mob), uit 15 schepen. Ze werden allen gebouwd door Deschimag (Bremen), afgezien van de Z37, Z38 en Z39, welke gebouwd werden door Germania (Kiel).
| Schip | Kiellegging      | In dienst gesteld | Lot |
| ----- | ---------------- | ----------------- | --- |
| Z23   | 15 november 1938 | 15 september 1940 | Zwaar beschadigd door een bomaanval op 12 augustus 1944 en uit dienst genomen op 21 augustus. Overgenomen door Frankrijk na de oorlog en omgedoopt tot Leopard. Gesloopt in 1951.                                                                         |
| Z24   | 2 januari 1939   | 26 oktober 1940   | Gezonken op 25 augustus 1944 nabij Le Verdon door Britse bommenwerpers. |
| Z25   | 15 februari 1939 | 30 november 1940  | Overgenomen door Frankrijk na de oorlog en omgedoopt tot Hoche. Gesloopt in 1958. |
| Z26   | 1 april 1939     | 11 januari 1940   | Gezonken tijdens zeeslag door de Britse kruiser Trinidad en destroyer Eclipse op 29 maart 1942 in de Barentszzee tijdens een aanval op konvooi PQ-13. |
| Z27   | 27 december 1939 | 26 februari 1941  | Gezonken tijdens zeeslag met Britse kruisers Glasgow en Enterprise op 28 december 1943 in de Golf van Biskaje. |
| Z28   | 30 oktober 1939  | 9 augustus 1941   | Gezonken door Britse bommenwerpers op 3 maart 1945 nabij Saßnitz in de Oostzee. |
| Z29   | 21 maart 1940    | 25 juni 1941      | Overgenomen door de Britten na de oorlog en overgedragen aan de Verenigde Staten. Tot zinken gebracht vanwege de slechte staat door de United States Navy op 16 december 1946 nabij Jutland.                                                              |
| Z30   | 15 april 1940    | 15 november 1941  | Overgenomen door Noorwegen na de oorlog en overgedragen aan de Britten. Gebruikt als doelschip en gesloopt in 1949. |
| Z31   | 1 september 1940 | 11 april 1942     | Overgenomen door Frankrijk na de oorlog en omgedoopt tot Marceau. Gesloopt in 1958. |
| Z32   | 1 november 1940  | 15 september 1942 | Beschadigd in gevechten met Canadese destroyers Haida and Huron op 9 juni 1944 nabij Ile de Batz bij Bretagne en aan de grond gelopen. Later vernietigd door luchtaanvallen.                                                                              |
| Z33   | 22 december 1940 | 6 februari 1943   | Overgenomen door de Sovjet-Unie na de oorlog en omgedoopt tot Provorniy. Gesloopt in 1961. |
| Z34   | 15 januari 1941  | 5 juni 1943       | Overgenomen door de VS na de oorlog. Tot zinken gebracht door vanwege slechte staat door de United States Navy op 26 maart 1946 nabij Jutland. |
| Z37   | 1940             | 16 juli 1942      | Gebotst met destroyer Z32 op 1 januari 1944 en zwaar beschadigd. Uit dienst op 24 augustus en dezelfde dag tot zinken gebracht in Bordeaux. Gesloopt in 1949                                                                                              |
| Z38   | 1940             | 20 maart 1943     | Overgenomen door Groot-Brittannië na de oorlog en omgedoopt tot Nonsuch. Gebruikt als testschip en gesloopt in 1949 en 1950. |
| Z39   | 1940             | 21 augustus 1943  | Overgenomen door de Britten na de oorlog en overgedragen aan de VS. Omgedoopt tot DD-939 en gebruikt voor testen. Overgedragen aan Frankrijk in 1947 en gebruikt als plukschip voor onderdelen voor andere ex-Duitse schepen in dienst. Gesloopt in 1964. |